# Xenodochus minor
Xenodochus minor är en svampart som beskrevs av Arthur 1912. Xenodochus minor ingår i släktet Xenodochus och familjen Phragmidiaceae.   Inga underarter finns listade i Catalogue of Life.